# Prospero Mandosio
Prospero Mandosio (Roma, 14 agosto 1643 – Roma, 18 settembre 1724) è stato un erudito italiano.

## Biografia
Apparteneva a un'antica famiglia originaria della cittadina umbra di Amelia e trasferitasi a Roma fin dal XV secolo. Nel 1670 ottenne dal granduca di Toscana Ferdinando II, a cui aveva dedicato un'ode, il titolo di cavaliere dell'Ordine di S. Stefano; firmò quindi la maggior parte delle sue opere associando al nome titolo di cavaliere. Nel 1671 sposò una bambina di 13 anni, Novaria Listi, la quale morì il 7 dicembre 1674, a 16 anni, dopo avergli dato due figli: Valeriano, che diverrà sacerdote, e Giulio.
Fu un letterato: scrisse due opere teatrali in prosa (la tragedia Adargonte e la tragicommedia L'Innocenza trionfante, pubblicate entrambe nel 1676, e tre opere di erudizione dal 1670 al 1696; dopo di che non scrisse più nulla per motivi non chiari; in una lettera del 1700 al Muratori scrisse della morte di sua madre e di una lite giudiziaria "con un mio indegno fratello" che dopo sette-otto anni di lite gli era già costata "molte centinaia di scudi". Fu membro di numerose accademie, fra cui quelle degli Umoristi e dell'Arcadia.

## Opere

### Erudite
- Centuria d'enimmi di Prospero Mandosi patritio romano caualier di S. Stefano. All'illustrissima signora Gratia Franchi Bimarsi, In Perugia, 1670.

Opera di enigmistica consiste in alcuni ingegnosi indovinelli, relativi a oggetti parlanti, inseriti in un'opera, in forma di conversazione notturna, con la dedicataria Grazia Franchi di Perugia.
- Bibliotheca romana, seu Romanorum scriptorum centuriae, Romae: typis ac sumptibus de Lazzaris, 1682-1692 (Google libri)

L'opera più importante del Mandrosio: prevista in tre volumi, di cui ne furono pubblicati solo due, è un'opera in lingua latina consistente in un migliaio di biografie, con relative bibliografie, di personalità legate alla città di Roma; Le biografie sono prive di un ordine apparente, ma con due indici finali. Modello della Bibliotheca romana sono la Drammaturgia di Leone Allacci (1666) e la Pinacotheca imaginum illustrium Giano Nicio Eritreo (1642).
- Theatron: In quo maximorum christiani orbis pontificum archiatros Prosper Mandosius nobilis romanus Ordinis Sancti Stephani Eques spectandos exhibet, Romae: typis Francisci de Lazaris, 1696 (Google libri)

Biografiche di 129 archiatri pontifici, elencati in ordine cronologico di pontificato da papa Niccolò I a papa Innocenzo XII.

### Teatrali
- L'Adargonte tragedia del signor Prospero Mandosi nobile romano caualiere dell'Ordine di Santo Stefano dedicata all'Ill.mo Benedetto Pamphilio, In Roma: per Michel'Ercole, 1676
- L'innocenza trionfante scenico trattamento del signor caualier Prospero Mandosi nobile romano, Accademico Infecondo & Vmorista. All'Ill.mo Marcello Rondinini Auditore della Sacra Rota Romana, In Roma: per il success. del Mascardi, 1676